# 김정원 (정치인)
김정원(金正源, 1936년~2023년)은 대한민국의 저자, 대학교수, 외교관, 국제 중재인, 정치인이며 미국 변호사이다. 
경기고, 미국 컬럼비아대학을 졸업하고 존스홉킨스대학에서 국제정치학 박사학위를 받았으며, 하버드대학 로스쿨에서 법학박사 학위를 받았다. 미국 호바트 스미스 앤 칼리지, 핀치대학, 럿거스 대학에서 정치학 교수를 역임했으며, 브루킹스연구소, 워싱턴 외교정책연구센터 등에서 연구원을 지냈다. 1973년부터 월스트리트에서 변호사로 활약했고, 1974년∼1975년에는 제12대 뉴욕한인회장을 역임했다.
1987년 귀국하여 민주화운동에 동참했으며 문민정부에서 안기부 제2차장, 외교부 본부 대사, 한국국제교류재단 이사장을 지냈다. 공직에서 물러난 뒤로는 세종대학 교수, 국제중재재판소 중재인 등으로 활동했다. 
저서로 'Divided Korea', '한국외교발전론' 등이 있다.

## 같이 보기
- 김영삼